# Amerykańska awantura
Amerykańska awantura – polska komedia muzyczna z 1936 roku w reżyserii Ryszarda Ordyńskiego. Film nie przetrwał do naszych czasów.

## Fabuła
Zdolny technik, Paweł Kalina, aby zarobić, zmuszony jest pracować jako barman i piosenkarz w ekskluzywnym warszawskim klubie dancingowym. Pewnego dnia poznaje tam amerykańską dziennikarkę, miss Ellen Ward, która niebawem wyjeżdża z Polski do Stanów Zjednoczonych. Paweł postanawia wyruszyć do Ameryki wiedziony uczuciem do młodej reporterki i chęcią urzeczywistnienia swojego marzenia – zrealizowania wynalazku (radia kieszonkowego zintegrowanego z odbiornikiem telewizyjnym). Jednak dzień przed zaplanowaną podróżą przegrywa zebrane na ten cel pieniądze u oszusta, Anatola Korda. Nie mając innego wyjścia, postanawia płynąć statkiem na gapę. Mimo trudności napotkanych w nowym kraju, osiąga sławę wynalazcy i zdobywa rękę Ellen.

## Produkcja
Większość zdjęć została zrealizowana na polskim okręcie transatlantyckim MS Batory, zaś pojedyncze ujęcia ekipa filmowa nakręciła w Nowym Jorku. W Amerykańskiej awanturze widzowie mogli usłyszeć piosenki takie jak Jeden koniak, jeden rum czy Ty i ja. Za ich powstanie odpowiedzialni byli Alfred Scher (kompozycja) i Emanuel Szlechter (słowa).

## Odbiór
Według recenzenta z tygodnika „Kino” (numer z 10 stycznia 1937 r.) film nie odbiegał znacząco od poziomu typowych polskich komedii lat 30. XX wieku i uznał produkcję za poprawną: 

Pomimo znaczącego nakładu środków „Amerykańska Awantura” nie wiele się różni od wyprodukowanych ostatnio polskich komedyj muzycznych; grzeszy rozwlekłością, naiwnością i brakiem dobrego dowcipu. Intryga komediowa zbyt prosta i przejrzysta, by mogła rozpalić ciekawość widza, reżyserowi zaś dostarczyć minimalnych przynajmniej możliwości do stworzenia scenek, tryskających prawdziwym humorem. Przyznać jednak trzeba, że w tych niewdzięcznych warunkach realizator filmu zdołał utrzymać obraz w tempie, a chwilami nawet nadał mu konieczny rozmach. Pod względem aktorskim „Amerykańska Awantura” przynosi miłą niespodziankę. Postacie komedii narysowane mocno i plastycznie. Gra żywa i naturalna – efekt jej psuje w znacznym stopniu słabe udźwiękowienie obrazu. Głos mówiącego chrapliwy i bezbarwny wydobywa się gdzieś z boku ekranu.

Dziennikarz „Kuriera Poznańskiego” skupił się na krytyce gry aktorskiej. Pochwalił Mieczysławę Ćwiklińską, Michała Znicza, Stanisława Sielańskiego i „dobrze pomyślaną rolę ma A. Didur, ale z powodu złej dykcji czy udźwiękowienia wiele jego dowcipów przepada”. Większej krytyce zostały poddane postaci pierwszoplanowe: „E. Bodo jak zwykle robi dużo ruchu na ekranie. Gdyby można uwierzyć w niego jako amanta, wszystko byłoby dobrze. Bardzo ładnie wypadają w jego interpretacji piosenki, szczególnie: Witaj Ameryko! Debiut Nakonecznej nie wróży wiele, aktorka ta nie ma wyrazu i potrafi się tylko miło, nieszablonowo uśmiechać”. Recenzent, podsumowując swoją opinię, napisał, że dobre zakończenie filmu sprawia, że seans można zaliczyć do udanych.
Leonia Jabłonkówna z „Wiadomości Literackich” (numer z 17 stycznia 1937 r.) doceniła scenariusz za niebanalne dialogi oraz grę aktorów, zwłaszcza głównej bohaterki, która „wygląda doskonale, rusza się ślicznie, jest pełna spokojnego wdzięku, gra z umiarem i kulturą”.

## Obsada
- Eugeniusz Bodo – Paweł Kalina
- Zofia Nakoneczna – miss Ellen Ward
- Mieczysława Ćwiklińska - Barbara Malska
- Michał Znicz – Stanisław Skała
- Stanisław Sielański – Anatol Przyszczypkowski
- Tadeusz Frenkiel − Anatol Korda
- Adam Didur – Jerzy Gil
- Wanda Jarszewska
- Michał Halicz
- Jerzy Rygier
- Henryk Małkowski
- Jerzy Sulima-Jaszczołt
- Wacław Zdanowicz
- Józef Redo
- Jerzy Klimaszewski

## Literatura dodatkowa
- Ryszard Wolański, Eugeniusz Bodo. „Już taki jestem zimny drań”, wyd. II, Poznań: Rebis, 2016, s. 252–257, ISBN 978-83-7510-857-6.
- Alicja Okońska, Andrzej Grzybowski, Rozmowy z Panią Miecią, Warszawa: Ludowa Spółdzielnia Wydawnicza, 1976, s. 184–185.